# Felipe Izcaray
Felipe Izcaray Yépez (Carora, 24 de abril de 1950) es un director de orquesta venezolano.   

## Trayectoria
El Maestro Felipe Izcaray actualmente es Director Artístico del Sistema Nacional de Orquestas y Coros Juveniles e Infantiles en Carora, Venezuela, luego de haber sido por 4 años Titular de la Orquesta Sinfónica del Estado Nueva Esparta en la Isla de Margarita. Además, es el director Honorario y Fundador de la Orquesta Sinfónica de Salta, Argentina, al frente de la cual desarrolló una importante y reconocida actividad entre los años 2001 y 2006 dentro y fuera de la provincia, llevando a la orquesta a ser reconocida en corto tiempo como la “Mejor Orquesta Argentina de 2004”, galardón otorgado por la Asociación de Críticos Musicales de la República Argentina. Entre el 2007 y 2009 de ha desempeñado como Comisionado y como Coordinador General del Gobierno para el Desarrollo de la Red Provincial de Orquestas Juveniles e Infantiles de Salta, además de ser director invitado frecuente de orquestas de diversos países. 
Su gestión al frente de la Sinfónica de Salta fue determinante para atraer consagrados artistas de fama mundial, como es el caso de la célebre pianista Martha Argerich, quien actuó como solista en tres oportunidades. Igualmente, destacados artistas de la talla de Gabriela Montero, Alexis Cárdenas, Pía Sebastiani, Alberto Lysy, Virginie Robilliard, Tanja Becker-Bender, Eduardo Falú, Dino Saluzzi, Manuel Rego, Pablo Márquez, al afamado charanguista Jaime Torres y el cuarteto vocal Opus Cuatro, entre otros, ofrecieron memorables conciertos bajo su batuta, actuación altamente elogiada por la claridad del gesto, la precisión rítmica, su refinada sensibilidad y el alto profesionalismo que lo caracteriza. Un hecho importante de la gestión del Maestro Izcaray fue la diversidad de obras altamente exigentes, muchas de ellas presentadas por primera vez al público de Salta y donde tuvo un espacio muy importante la música latinoamericana, en especial la Argentina, allanando a la vez el terreno para la exigencia que requieren los estrenos mundiales de obras especialmente comisionadas para la agrupación salteña.
El éxito de la orquesta junto a su director se vio reflejado en sus conciertos regulares , así como en sus presentaciones en el interior y en otras provincias del país; destacándose su presencia en el concierto a casa llena en el Teatro Colón de Buenos Aires en el año 2002 cuando este famoso coloso de las Artes les abrió sus puertas, recibiendo ambos la calificación “Cinco Estrellas” por parte de la crítica especializada. Igualmente se destacó su participación en la XI Semana Musical Llao Llao de Bariloche, transmitida por Film & Arts para toda Latinoamérica durante varios años, y su presencia en el Primer Festival Internacional de Ushuaia, donde la Sinfónica de Salta fue la orquesta residente del evento.
El Maestro Felipe Izcaray tiene un Doctorado en Dirección de Orquesta, título otorgado por la prestigiosa Universidad de Wisconsin - Madison de los Estados Unidos, donde cursó también una Maestría en Dirección Coral y una Licenciatura en Educación Musical. Posee una vasta experiencia docente dentro del Sistema Nacional de Orquestas Juveniles e Infantiles de Venezuela, un movimiento galardonado y reconocido mundialmente que recibe la frecuente visita al podio de Maestros de la talla de Simon Rattle y Claudio Abbado, entre otros. Fue director de la Escuela de Música José Lorenzo Llamozas de Caracas, profesor en la Escuela de Artes de la Universidad Central y en el reconocido Colegio Emil Friedman de Caracas. Realizó durante varios años estudios en dirección de orquesta y análisis con el Maestro venezolano Antonio Estévez, Premio Nacional de Música, además de un curso en Dirección de Orquesta con el legendario Maestro Franco Ferrara en la Academia Santa Cecilia de Roma, Italia.
Desde 1987 a 1991 fue director Asociado de la Orquesta Sinfónica Venezuela, institución que lo designó Director Invitado Principal. Entre el 92 y el 95 tuvo a su cargo la Dirección Musical de la Orquesta Sinfónica de La Crosse en Estados Unidos, y se desempeñó como Director en Residencia y profesor en las Cátedras de Dirección y Orquestación en la New World School of the Arts de Miami, Florida. En el 95 tuvo el privilegio de dirigir la gira a París, Francia, de la Orquesta Sinfónica Simón Bolívar y en 1998 la gira a Portugal con la Orquesta Sinfónica Venezuela.
Antes de radicarse en Salta, fue director Titular de la Orquesta Sinfónica del Estado Mérida y Asesor Musical para el Sistema Nacional de Orquestas Juveniles e Infantiles de Venezuela. En el año 2001, viviendo ya en esta ciudad, recibió la distinción por parte de las autoridades europeas de Juventudes Musicales para conducir el Coro Mundial de Jóvenes, agrupación internacional conformada por cantantes de 30 países, en su gira de conciertos por las principales ciudades de Venezuela y del sur de los Estados Unidos. Con una experiencia de más de 30 años en ballet, ópera, zarzuela, obras contemporáneas y grandes obras sinfónicas, lo convierten en uno de los directores mejor preparados y musicalmente uno de los más sólidos y versátiles de América Latina. 

-...Dirección impecable....pocas veces se apreció tanta claridad, precisión rítmica y rica gama de matices como la lograda por el director venezolano”... Juan Carlos Montero,  La Nación, 18/10/03  
“...Izcaray puso de manifiesto su capacidad ascendente y su refinada sensibilidad artística”...  Juan Carlos Montero, La Nación, 23/10/03
“...Hubo una admirable concordancia entre la solista (Martha Argerich) y la orquesta conducida por Felipe Izcaray. El concierto de Prokofiev conservó toda su chispa y el de Ravel, su maravillosa distinción”.... Federico Monjeau,  Diario Clarín, 06/09/04.
- Datos: Q5858255